# Jugendherberge Bremen

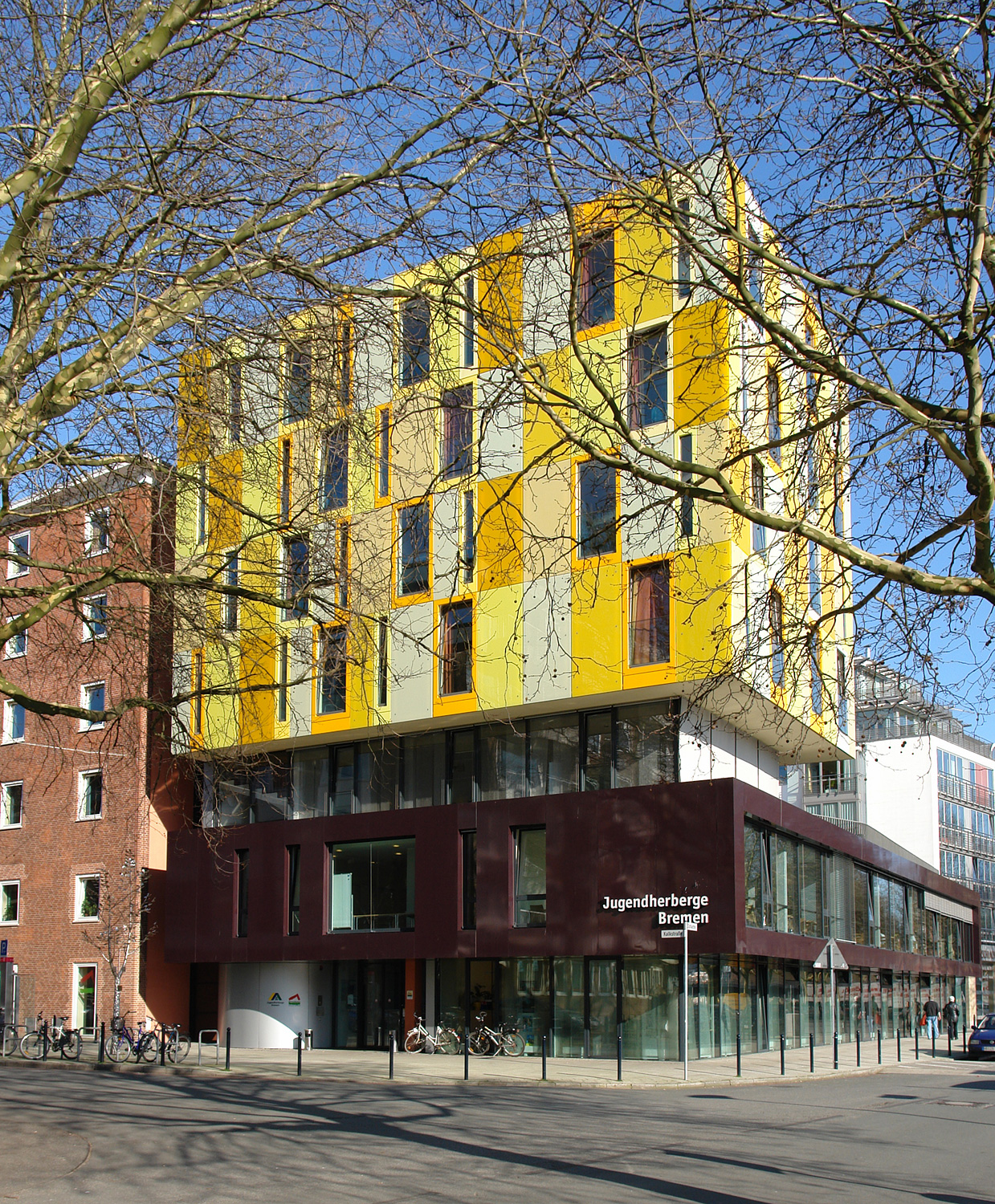
Jugendherberge Bremen

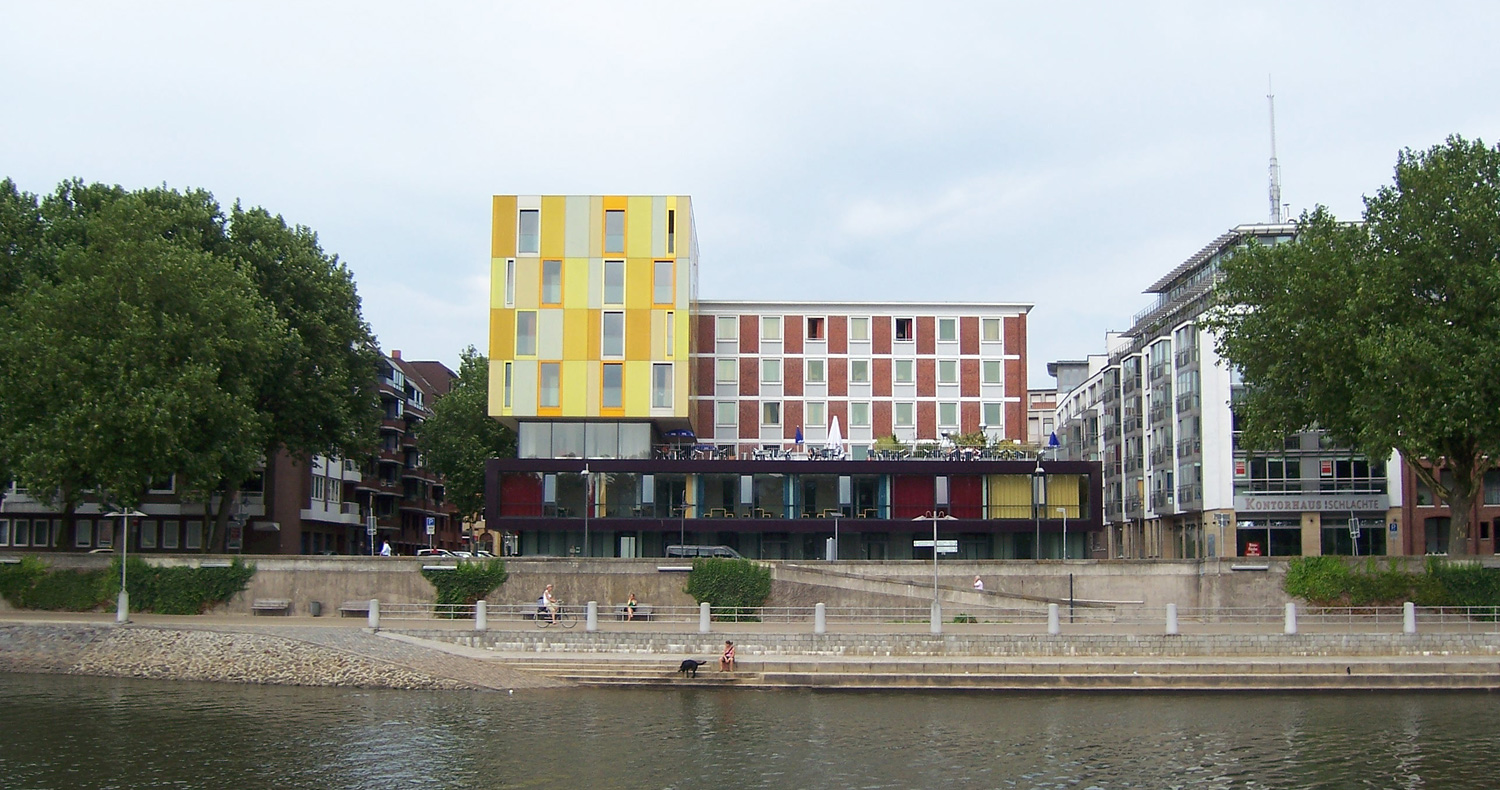
Ansicht von der Weser

Die Jugendherberge Bremen bzw. das Haus der Jugend  in Bremen-Mitte im Stephaniviertel, Kalkstraße 6, steht zentral, direkt an der Weser. Der Alt- und der Neubau gehören zu den bedeutenden Bremer Bauwerken.

## Geschichte
1953 fand ein Architektenwettbewerb für den Neubau einer Jugendherberge statt. In den 1950er Jahren wurde dann für das Deutsche Jugendherbergswerk (DJH) die Jugendherberge in zentraler städtischer Lage mit Weserblick nach Plänen des Bremer Architekten und Wettbewerbssiegers Carsten Schröck gebaut. Architektonisch ist das Gebäude mit seiner Ziegelarchitektur klar gegliedert. Ein sechsgeschossiges, vertikal gegliedertes Bettenhaus bildete das Rückgrat der Anlage. Ein zweigeschossiger, horizontaler Vorbau mit dem Eingangsbereich und den Gemeinschaftsräumen im ersten Obergeschoss orientiert sich zur Weser hin. An einem kleinen Vorplatz liegt der Haupteingang. Eine große Sonnenterrasse auf dem Dach des Vorbaus, mit einem zeittypischen nierentischförmigen Wetterschutzdach, dient als beliebter Freiraum mit Wesersicht.
2005 wurde die Jugendherberge erweitert und nach Plänen des Architekten Arbeitsgemeinschaft Raumzeit, Berlin, umgebaut entsprechend den aktuellen Kundenbedürfnissen. Über dem Vorbau erfolgte eine Aufstockung durch ein neues turmartiges Bettenhaus. Der Neubau bildet durch eine in verschiedenen Gelbtönen gehaltenen Glasfassade einen bewussten, starken Kontrast zum Altbau. Der markante Baukörper dient so auch als Landmarke am Weserufer.
Die Architekten erläuterten ihre gestalterischen Überlegungen u. a.:
„Die Erweiterung der Jugendherberge folgt insgesamt nicht einem ästhetischen Ideal des ‚harmonischen, organischen Ganzen‘, sondern setzt Alt und Neu bewusst in ein Verhältnis von Resonanz und Reibung zueinander. Diesem auf Modulationen und leichten Disharmonien beruhenden Konzept folgt auch die Farbgebung der Erweiterungsbauten. Das Aubergine des Flachbaus lehnt sich an den rot-braunen Ziegelton der Altbaufassaden an, ist aber hochglänzend, nicht matt und porös wie die Ziegel. Der dunkle Ton bringt kontrastierend die hellen Gelbtöne des neuen Bettenhauses zum Leuchten. Die Modulation der Zitronen-, Orange-, Gelb und Beigetöne enthält ebenfalls leichte Disharmonien, die erfrischend wirken. Sowohl das dunkle Aubergine, als auch die Gelbtöne lassen das Gebäude, je nach Lichtstimmung und Blickrichtung, anders wirken; immer aber leuchtet es weithin als Signal, wie die gelb markierten Schifffahrtszeichen in der Weser.“

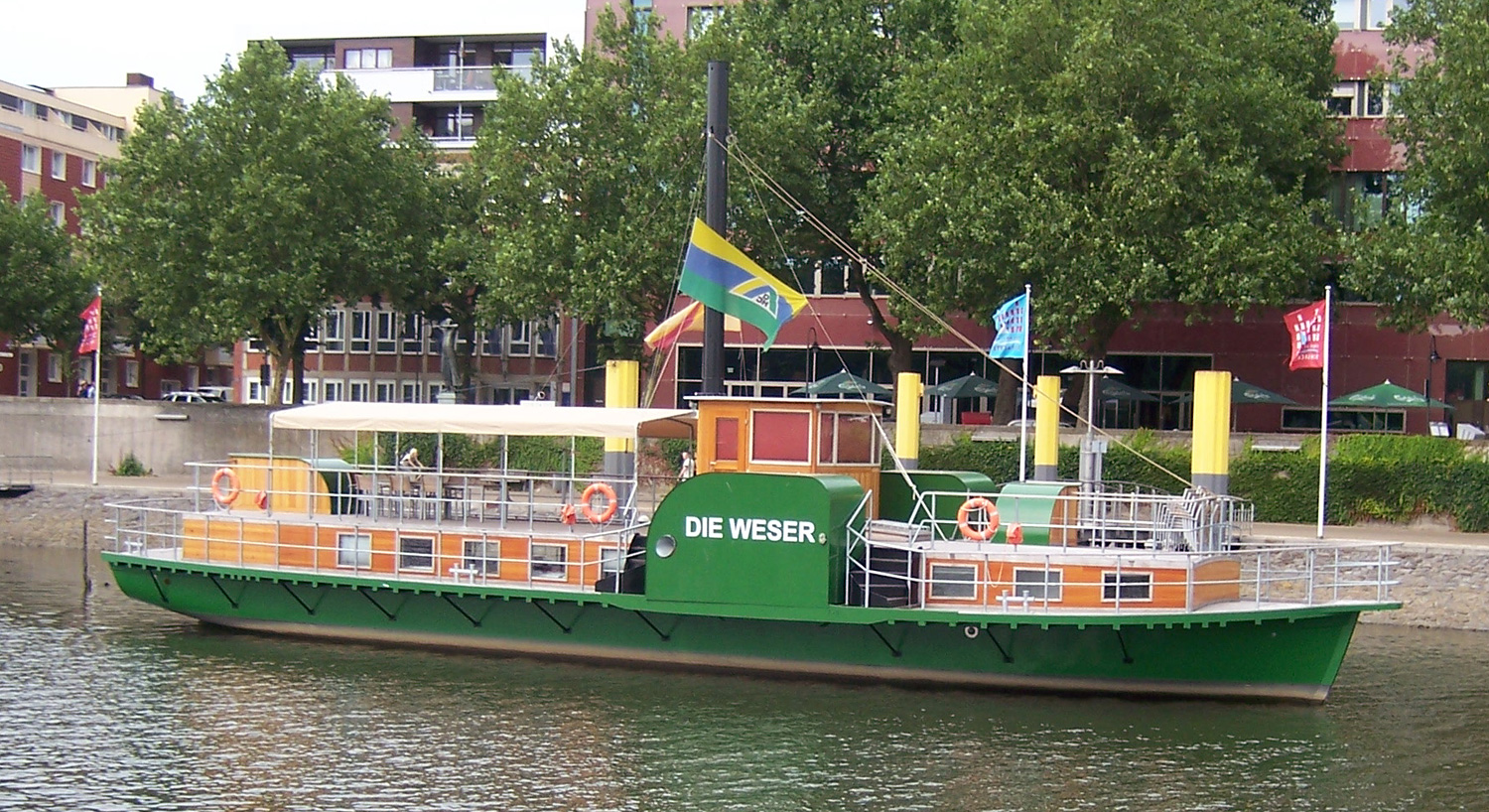
Das Gästeschiff Die Weser an der Schlachte

Die Jugendherberge hat aktuell (2014) 216 Betten in 56 Zimmer, davon 20 Zweibettzimmer, 20 Vierbettzimmer und 16 Sechsbettzimmer; 7 Zimmer sind rollstuhlgerechte.
Seit dem 26. Juni 2008 liegt der Nachbau des Raddampfers Die Weser an Ponton 8 an der Schlachte direkt vor der Jugendherberge Bremen als Gästeschiff mit 30 Schlafplätzen, die auch von der Jugendherberge genutzt werden.

## Weblink
- Jugendherberge Bremen

Koordinaten: 53° 4′ 46″ N, 8° 47′ 49″ O